# Alessandro Lecquio
Alessandro Vittorio Eugenio Lecquio di Assaba i Torlonia (17 de juny de 1960, Lausana, Suïssa) és un aristòcrata italià i destacat personatge de la premsa rosa espanyola. És habitualment conegut com el Comte Lequio.

## Família
Alessandro és el segon fill del comte italià Clement Lecquio di Assaba (9 de desembre de 1925 - 28 de juny de 1971, als 45) i de la seva segona esposa, la princesa Alessandra Torlonia di Civitella-Cesi (14 de febrer de 1936 - 31 de desembre de 2014, als 78). Té una germana, la comtessa Desideria Lecquio di Assaba (nascuda el 1962).
Té tres fills, Clement (2 d'abril de 1988), fruit del seu matrimoni amb la model italiana Antonia Dell'Atte, Alejandro Alfonso (23 de juny de 1992-13 de maig de 2020), nascut de la seva relació sentimental amb l'actriu espanyola Ana Obregón i Ginevra Ena (17 d'agost de 2016), fruit del seu matrimoni amb María Palacios.
A més és net per línia materna de la infanta d'Espanya Beatriz de Borbó i Battenberg; besnet d'Alfonso XIII i per tant, cosí segon de Felipe VI d'Espanya.

## Vida professional
Alessandro Lecquio és llicenciat en Lletres per la Universitat de Torí, amb doctorat en Història (1986), va realitzar a continuació un màster en Economia en el ISVOR de la mateixa ciutat (1987). Aquesta preparació acadèmica li va permetre treballar, de 1991 a 1992, com a adjunt del president de FIAT Ibèrica.

## Matrimoni i descendència
La sonada ruptura amb la model Antonia Dell'Atte amb qui va contreure matrimoni civil en 1987 i va tenir un fill, Clemente Lorenzo, va ocupar nombroses portades de la premsa del cor. Des de llavors, Lecquio ha alimentat una fama de dandi, que li acompanya en totes les seves intervencions públiques.
A més, les seves contínues aparicions en la premsa, amb motiu de la seva relació amb l'actriu Ana Obregón, amb qui va tenir un altre fill, Alejandro Alfonso (més conegut com a Álex), van fer que Lecquio hagués d'abandonar l'empresa automobilística italiana.
El 15 de novembre de 2008, va contreure matrimoni a l'església monacal de Santa María la Real de Sacramenia (Segòvia) amb María Palacios Milla. La primera filla del matrimoni va néixer el 17 d'agost de 2016 i es diu Ginevra Ena.

## Intervencions en televisió
Va treballar ocasionalment com a actor en algunes sèries televisives, com:
- Yo soy Bea (2006)
- ¡Ala... Dina! (2000)
- Día a día (1996-2004)
- Grand Prix del verano (1996)
- Crónicas marcianas (1997-2005)
- El programa de Ana Rosa (2005-actualitat)
- Superviventes (2005)
- Hable con ellas en Telecinco (2014)
- Algo pasa con Ana (2016)
- Ex, ¿que harías por tus hijos? (2014)

## Obres
- La familia, ed. La Esfera de los Libros, Madrid, 2005. ISBN 84-9734-382-4

## Ancestres
|  |                                                               |  |  |  |  |  |  |  |  |  |  |  |  |  |  |  |
|  | 8. Clemente Lecquio di Assaba                                 |  |  |  |  |  |  |  |  |  |  |  |  |  |  |  |
|  |                                                               |  |  |  |  |  |  |  |  |  |  |  |  |  |  |  |
|  |                                                               |  |  |  |  |  |  |  |  |  |  |  |  |  |  |  |
|  | 4. Nobile Francesco Lecquio di Assaba                         |  |  |  |  |  |  |  |  |  |  |  |  |  |  |  |
|  |                                                               |  |  |  |  |  |  |  |  |  |  |  |  |  |  |  |
|  |                                                               |  |  |  |  |  |  |  |  |  |  |  |  |  |  |  |
|  | 9. Luisa Gerenzani                                            |  |  |  |  |  |  |  |  |  |  |  |  |  |  |  |
|  |                                                               |  |  |  |  |  |  |  |  |  |  |  |  |  |  |  |
|  |                                                               |  |  |  |  |  |  |  |  |  |  |  |  |  |  |  |
|  | 2. Clemente, I Conde Lecquio di Assaba                        |  |  |  |  |  |  |  |  |  |  |  |  |  |  |  |
|  |                                                               |  |  |  |  |  |  |  |  |  |  |  |  |  |  |  |
|  |                                                               |  |  |  |  |  |  |  |  |  |  |  |  |  |  |  |
|  | 5. Maria Francesca Casciani                                   |  |  |  |  |  |  |  |  |  |  |  |  |  |  |  |
|  |                                                               |  |  |  |  |  |  |  |  |  |  |  |  |  |  |  |
|  |                                                               |  |  |  |  |  |  |  |  |  |  |  |  |  |  |  |
|  | 1. Alessandro Lecquio di Assaba                               |  |  |  |  |  |  |  |  |  |  |  |  |  |  |  |
|  |                                                               |  |  |  |  |  |  |  |  |  |  |  |  |  |  |  |
|  |                                                               |  |  |  |  |  |  |  |  |  |  |  |  |  |  |  |
|  | 12. Marino Alessandro Torlonia, IV Príncipe de Civitella-Cesi |  |  |  |  |  |  |  |  |  |  |  |  |  |  |  |
|  |                                                               |  |  |  |  |  |  |  |  |  |  |  |  |  |  |  |
|  |                                                               |  |  |  |  |  |  |  |  |  |  |  |  |  |  |  |
|  | 6. Alessandro Torlonia, V Príncipe de Civitella-Cesi          |  |  |  |  |  |  |  |  |  |  |  |  |  |  |  |
|  |                                                               |  |  |  |  |  |  |  |  |  |  |  |  |  |  |  |
|  |                                                               |  |  |  |  |  |  |  |  |  |  |  |  |  |  |  |
|  | 13. Mary Elsie Moore                                          |  |  |  |  |  |  |  |  |  |  |  |  |  |  |  |
|  |                                                               |  |  |  |  |  |  |  |  |  |  |  |  |  |  |  |
|  |                                                               |  |  |  |  |  |  |  |  |  |  |  |  |  |  |  |
|  | 3. Princesa Alessandra Torlonia de Civitella-Cesi             |  |  |  |  |  |  |  |  |  |  |  |  |  |  |  |
|  |                                                               |  |  |  |  |  |  |  |  |  |  |  |  |  |  |  |
|  |                                                               |  |  |  |  |  |  |  |  |  |  |  |  |  |  |  |
|  | 14. Rey Alfonso XIII de España                                |  |  |  |  |  |  |  |  |  |  |  |  |  |  |  |
|  |                                                               |  |  |  |  |  |  |  |  |  |  |  |  |  |  |  |
|  |                                                               |  |  |  |  |  |  |  |  |  |  |  |  |  |  |  |
|  | 7. Infanta Beatriz de Borbón                                  |  |  |  |  |  |  |  |  |  |  |  |  |  |  |  |
|  |                                                               |  |  |  |  |  |  |  |  |  |  |  |  |  |  |  |
|  |                                                               |  |  |  |  |  |  |  |  |  |  |  |  |  |  |  |
|  | 15. Princesa Victoria Eugenia de Battenberg                   |  |  |  |  |  |  |  |  |  |  |  |  |  |  |  |
|  |                                                               |  |  |  |  |  |  |  |  |  |  |  |  |  |  |  |
|  |                                                               |  |  |  |  |  |  |  |  |  |  |  |  |  |  |  |